# Santa Cruz del Valle
Santa Cruz del Valle là một đô thị trong tỉnh Ávila, Castile và León, Tây Ban Nha. Theo điều tra dân số 2004 (INE), đô thị này có dân số là 511.